# Peng Yang
Pour les articles homonymes, voir Peng.
Peng Yang est une joueuse de hockey sur gazon chinoise.

## Biographie
Yang est née le 17 janvier 1992 à Leshan.

## Carrière
Elle a fait partie de l'équipe nationale pour concourir à la Coupe du monde 2018 à Londres et aux Jeux olympiques à 3 reprises (2012, 2016 et 2020).

## Palmarès
- : 2e au Champions Trophy d'Asie en 2011.
- : 2e aux Jeux asiatiques en 2014.
- : 2e à Coupe d'Asie en 2017.
- : 3e au Champions Trophy d'Asie en 2018.
- : 3e aux Jeux asiatiques en 2018.